# Ruvigny
Ruvigny är en kommun i departementet Aube i regionen Grand Est (tidigare regionen Champagne-Ardenne) i nordöstra Frankrike. Kommunen ligger  i kantonen Lusigny-sur-Barse som ligger i arrondissementet Troyes. År 2022 hade Ruvigny 502 invånare.

## Befolkningsutveckling
Antalet invånare i kommunen Ruvigny
Referens: INSEE